# Тэнфилд, Чарли
Чарли Тэнфилд (англ. Charlie Tanfield; род. 17 ноября 1996, Норт-Йоркшир) — британский велогонщик, выступающий преимущественно в трековом велоспорте.

## Спортивная карьера
В 2017 году Чарли Тэнфилд стал чемпионом Великобритании в командной гонке преследования вместе со своими товарищами по команде Дэниелом Бигемом, Джейкобом Типпером и Джонатаном Уэйлом. Их победа стала неожиданностью, поскольку спортсмены не входили в олимпийскую программу British Cycling на треке, а образовали независимую команду Team KGF. Они проживают вместе в доме в Дерби, где тренируются на треке в Derby Arena.
Команда, в которую также вошел брат Чарли Тэнфилда Гарри, выиграла командную гонку преследования на пятом этапе Кубка мира по трековому велоспорту в Минске весной 2018 года. В том же году Тэнфилд вместе с Эдом Клэнси, Кианом Эмади и Итаном Хейтером выиграл командную гонку преследования на чемпионате мира по трековому велоспорту 2018 года и занял четвёртое место в индивидуальной гонке преследования. На чемпионате мира по трековым велогонкам 2019 года британская четвёрка с Тэнфилдом в составе заняла второе место. На чемпионате Европы 2019 года команда заняла третье место.
На чемпионате Европы 2021 года и чемпионате мира 2021 года британская четвёрка с Тэнфилдом завоевала бронзовую медаль. В 2023 году британская команда завоевала серебро на чемпионате Европы, а в 2024 году — золото. В июле 2024 года стало известно, что Тэнфилд примет участие в летних Олимпийских играх в Париже, где стал обладателем серебряной медали в командной гонке преследования